# 三凤桥
31°34′34″N 120°17′46″E / 31.57610°N 120.29604°E

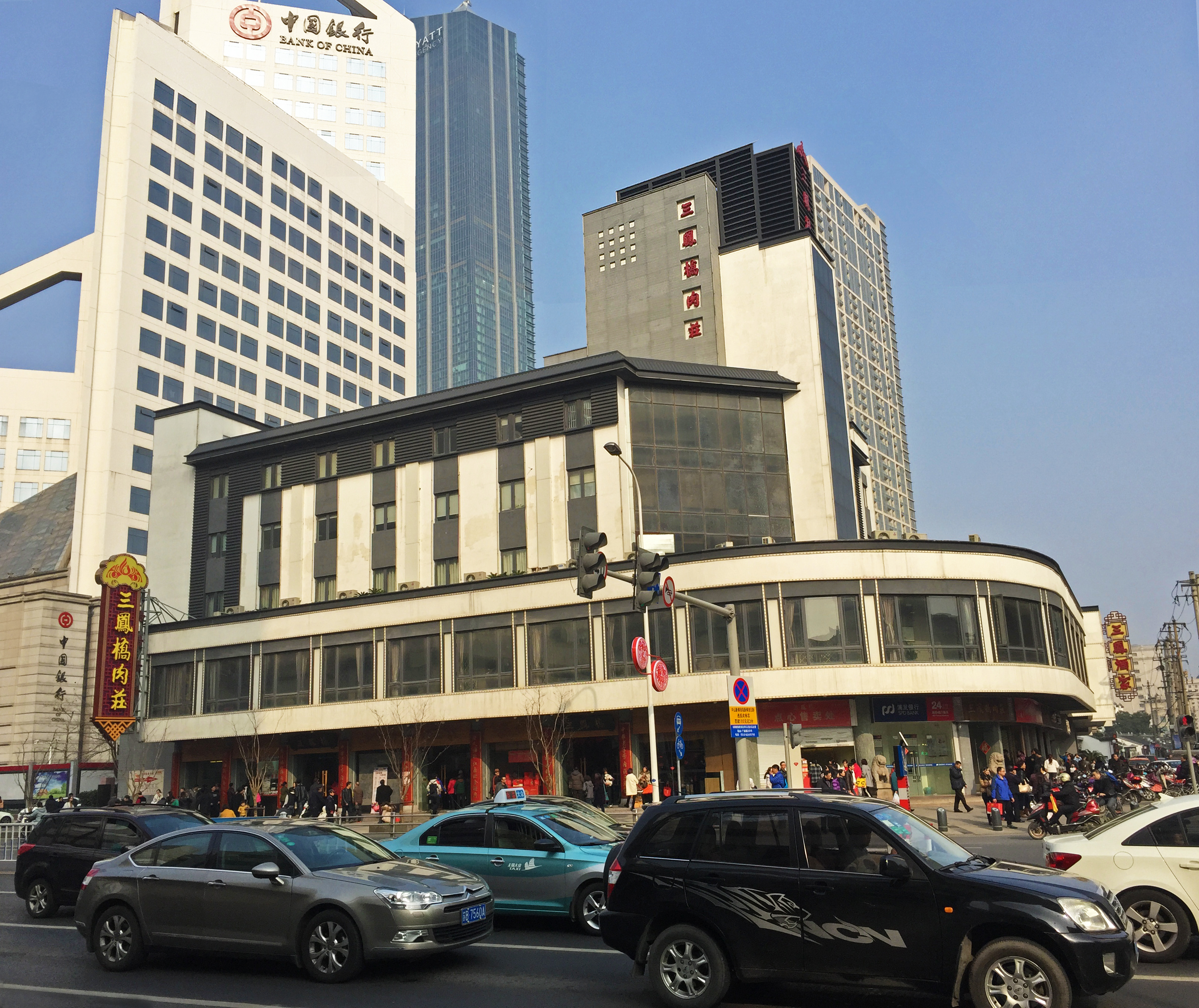
位于三阳广场的三凤桥肉庄店

三凤桥，位于中华人民共和国江苏省无锡市梁溪区的一家酒店，又称三凤桥肉庄，是无锡市首家中华老字号。

## 沿革
1927年7月，无锡莲蓉桥堍开设昇昌复勤记肉店的王云清与鲍德初合股在三凤桥旁开设慎馀肉庄，作为昇昌复勤记的分店，起初经营鲜肉，后扩大业务，请马发大传人蔡杏根等人烧制排骨，同时经营火腿、梅贡饼等食品。不久，鲍德初因故退股，慎馀肉店由王云清独家经营。抗日战争结束后，由于物价飞涨，慎馀肉庄出现亏本。
中华人民共和国成立后，1956年1月，肉庄公私合营，更名为“公私合营三凤桥慎馀肉庄”。1960年代中期公私合营转为国营性质。1989年，在原址改建成六层大厦，改店名为“三凤桥肉庄”。1997年，改制变更为“无锡市三凤桥肉庄有限责任公司”。2006年11月7日，商务部认定首批中华老字号，无锡市三凤桥肉庄有限公司成为无锡地区首家“中华老字号”。同年10月31日，江苏省公布了首批非物质文化遗产公示名录，“三凤桥酱排骨烹制技艺”名列其中。

## 特点
三凤桥排骨是选用猪脊椎两旁的肋排骨，以酱油和其他佐料腌制烹饪而成的熟食品。还曾入镜《舌尖上的中国》第一季。

## 相关
- 无锡酱排骨
- 真正老陆稿荐